# Топачевський Олександр Вікторович
Олекса́ндр Ві́кторович Топаче́вський (1 (13) березня 1897, Бобрівка — 1 грудня 1975, Київ) — український та радянський альголог, ботанік і гідробіолог. Доктор біологічних наук, професор, академік НАН України.

## Біографія

### Початок шляху
Народився на хуторі Бобрівка Таращанського повіту Київської губернії у родині залізничного службовця Віктора Яковича Топачевського та Софії Олександрівни Топачевської, до шлюбу Лаврентьєвої. Його дідом був Степан Лаврентьєв. Початкову освіту здобував у комерційному училищі, працював на лісорозробках, у Київській трудшколі.
1925 року вступає до Київського інституту народної освіти. Протягом навчання працює: викладаючи природознавство у трудшколі, завідує навчальною частиною для робітничої молоді та на робітфаці Українського інституту народної освіти.
1935 року вступає до аспірантури Київського університету.
1940 рік — бере участь у створенні Інституту гідробіології АН УРСР спільно з Яковом Роллом.

### Робота в університеті
З 1935–1959 роки — викладач Київського університету, з 1959 — професор.
1941–1944 роки — знаходиться у евакуації разом із Київським університетом, працює шкільним учителем. Після повернення до Києва працює на відновленні університету.
1944–1959 роки — працює доцентом, завідує кафедрою нижчих рослин біологічного факультету, викладає лекції з ботаніки та цитології, керує факультетом на посаді декана. Відзначився як прекрасний організатор та педагог. Додатково працює в Інституті ботаніки АН УРСР, де створив лабораторію альгології.

### Робота в АН УРСР
З 1959 року директор Інституту гідробіології АН УРСР. Виступає проти створення каскаду водосховищ на Дніпрі, працює над питаннями технічної та санітарної гідробіології: режиму штучних водойм та поліпшення якості води. Під його керівництвом започатковуються гідробіологічні дослідження водних систем України та прилеглих територій: Дніпра, Дунаю.
1961 рік — стає членом-кореспондентом, у 1972 році — дійсним членом АН УРСР.
З 1964 — голова Українського Гідробіологічного Товариства, з 1965 року — редактор «Гідробіологічного журналу».

Могила Олександра Топачевського

Пішов з життя 1 грудня 1975 року. Похований на Байковому кладовищі разом з дружиною.

### Родина
Дружина — науковиця-ботанік, доктор біологічних наук Марія Макаревич (1906—1989). Сини — науковець (зоолог, палеонтолог, теріолог) Вадим Топачевський (1930—2004) та письменник, сценарист Андрій Топачевський (нар. 1939).

## Науковий внесок
Відомий у галузях з питань морфології, систематики і філогенії водоростей, а також з загальних та прикладних питань гідробіології.
Разом із учнями та самостійно Олександр Вікторович опублікував ряд монографій та збірників: «Короткий визначник прісноводних водоростей УРСР» (Київ, 1955), «Діатомові водорості України» (Київ, 1960), «Основные принципы современной филогенетической системы водорослей» (Київ, 1962) «Каналы СССР» (1968), «Цветение воды» (1968, 1969), «Гидрохимия и гидробиология водоемов-охладителей тепловых электростанций», «Прісноводні водорості України» (Київ, 1984 — посмертне видання) та ін. Актуальними залишаються питання, поставлені вченим, і сьогодні, до наших днів існує та працює створена вченим Київська альгологічна школа.

## Пам'ять

Меморіальна дошка на будинку в Києві на вулиці Володимирській, де з 1959 по 1975 рік працював О. В. Топачевський

- Олександру Вікторовичу встановлено меморіальну дошку на вулиці Володимирській.
- За нашого часу вийшла книга, присвячена вченому: «Олександр Вікторович Топачевський. Минуле задля майбутнього»[недоступне посилання з липня 2019].

- Його ім'ям було названо один із кораблів наукового флоту Інституту гідробіології АН УРСР: «Академік Топачевський».